# Altocumulus

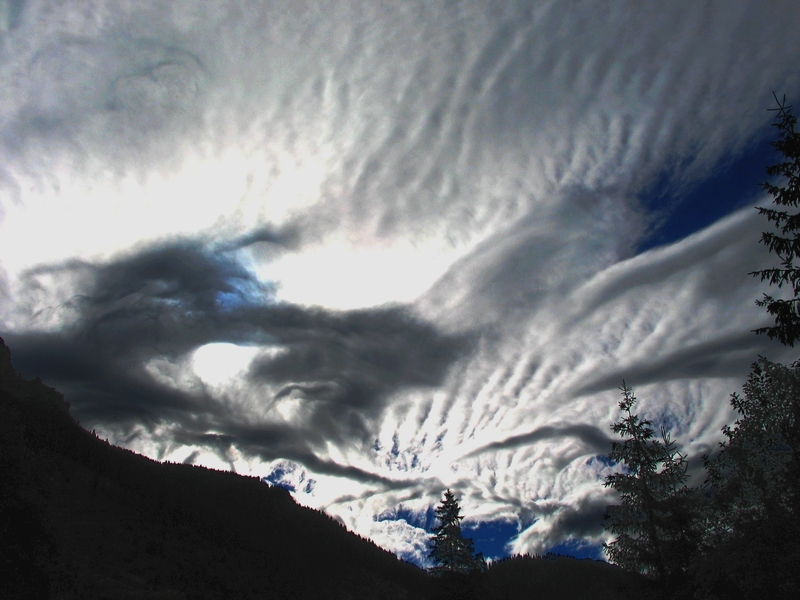
Altocumulus w trakcie formowania, widoczne zawirowania spowodowane wiatrem

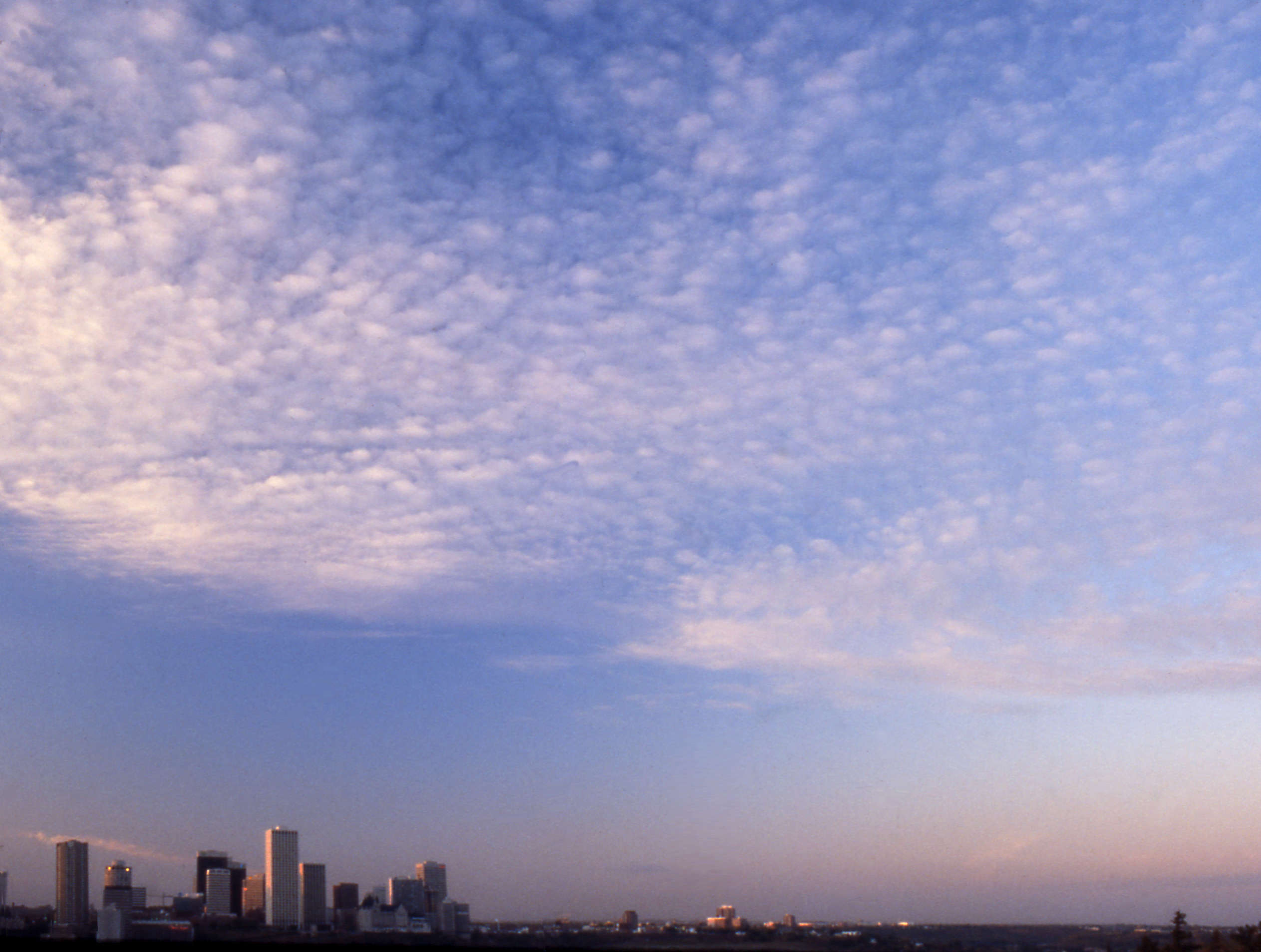
Altocumulus floccus perlucidus

Altocumulus [łac.] (Ac), chmury średnie kłębiaste – rodzaj chmur piętra średniego złożonych z białych lub szarych drobnych członów, małych obłoków, a niekiedy przylegających do siebie i tworzących warstwę.
W odróżnieniu od chmur pierzastych kłębiastych (Cirrocumulus) człony są większe niż koniec palca wyciągniętej w ich stronę ręki. Chmury średnie kłębiaste składają się z kropel wody, ale nie są to chmury opadowe. Występują w klimacie Polski w przedziale wysokości od około 2000 do 5000 m, niekiedy od około 2400 do 6100 m. Chmury tego rodzaju mają grubość od 200 do 700 m. Utrzymują się stosunkowo krótko.
Symbol, którym oznacza się chmury rodzaju Altocumulus: 

## Gatunki chmurAltocumulus
- Altocumulus castellanus (Ac cas) – o członach wypiętrzających się
- Altocumulus floccus (Ac flo) – kłaczkowate
- Altocumulus lenticularis (Ac len) – soczewkowate, są jednym ze zwiastunów zbliżania się frontu chłodnego
- Altocumulus stratiformis (Ac str) – w kształcie warstwy członów przylegających do siebie
- Altocumulus volutus (Ac vol) – długie, rozciągnięte poziomo chmury w kształcie rury

## Odmiany występujące u chmurAltocumulus
- perlucidus (pe) — o członach pooddzielanych
- radiatus (ra) — o członach wypełniających regularnie oczka sieci, uporządkowanych wzdłuż linii prostych
- translucidus (tr) — przeświecające; można zobaczyć położenie tarczy słonecznej
- lacunosus (la) — o układzie członów przypominającym plaster miodu
- duplicatus (du) — o członach rozdwojonych
- undulatus (un) — przypominające pofalowane morze
- opacus (op) — nieprzeświecające, człony tak ściśle przylegają do siebie, że nie można określić położenia tarczy słonecznej